# Alexandra Bellow

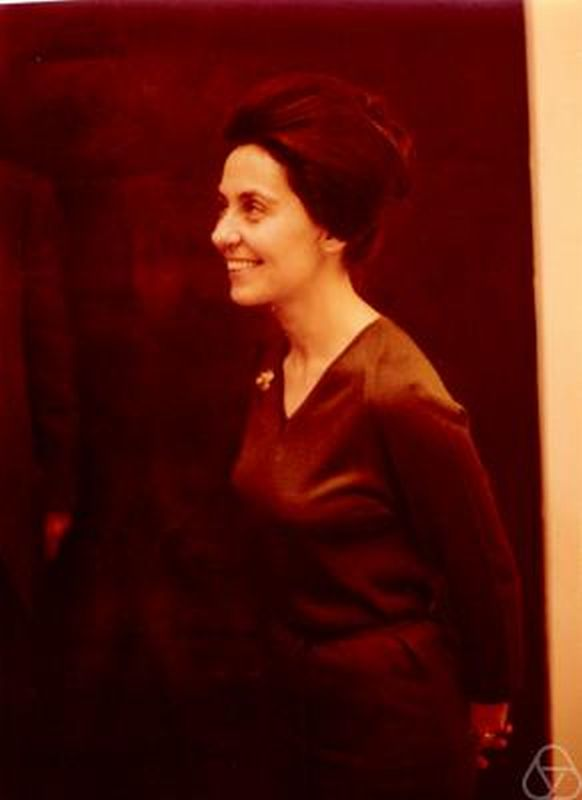
Alexandra Bellow, 1970

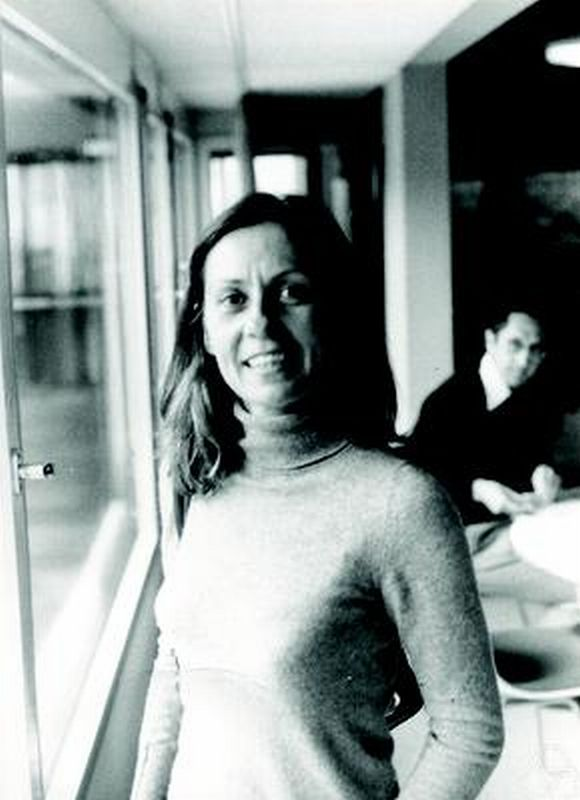
Alexandra Bellow, Oberwolfach 1975

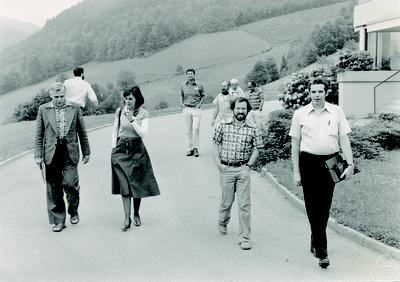
Alexandra Bellow mit Wieslaw Szlenk (links), Michael Keane (rechts) in Oberwolfach 1978

Alexandra Bellow, geborene Alexandra Bagdasar, auch Alexandra Ionescu Tulcea (* 30. August 1935 in Bukarest; † 2. Mai 2025), war eine rumänisch-US-amerikanische Mathematikerin, die sich mit Ergodentheorie, Wahrscheinlichkeitstheorie und Maßtheorie beschäftigte.

## Leben
Bellow wuchs als Tochter zweier Ärzte – ihr Vater Dumitru Bagdasar war ein bekannter Neurochirurg – in Bukarest auf und studierte an der Universität Bukarest, wo sie 1957 ihr Diplom machte. Im selben Jahr ging sie mit ihrem ersten Ehemann, dem Mathematiker Cassius Ionescu-Tulcea, in die Vereinigten Staaten, wo dieser an der Yale University forschte. Sie begann dort mit ihrer Dissertation (Ergodic theory of random series) und wurde 1959 bei Shizuo Kakutani promoviert. Danach war sie an der University of Pennsylvania (Assistant Professor 1962 bis 1964), der University of Illinois at Urbana-Champaign (Associate Professor 1964 bis 1967) und der Northwestern University, wo sie 1968 eine volle Professur erhielt. 1996 wurde sie dort Professor Emeritus. Sie war unter anderem Gastwissenschaftlerin an der Hebräischen Universität Jerusalem, dem Caltech, der Universität Tel Aviv, der Brandeis University, der Universität Göttingen, dem MIT und der University of California, Los Angeles.
Mit ihrem ersten Ehemann entwickelte sie in den 1960er-Jahren die von John von Neumann initiierte Lifting Theory in der Funktionalanalysis, die Anwendungen in der Wahrscheinlichkeitstheorie hat. Mit ihm untersuchte sie auch Martingale in Banachräumen. Ein von ihr gestelltes Problem wurde durch Jean Bourgain gelöst. In Deutschland arbeitete sie mit Ulrich Krengel zusammen.
Von 1974 bis 1985 war sie mit dem Schriftsteller Saul Bellow verheiratet, und sie taucht in dessen Schlüsselroman Ravelstein auf. Sie war in dritter Ehe von 1989 bis zu dessen Tod im Jahre 1998 mit dem Mathematiker Alberto Calderón verheiratet.

## Auszeichnungen
- 1987: Humboldt-Forschungspreis
- 1991: Noether Lecture
- Fellow der American Mathematical Society

## Schriften
- Topics in the theory of liftings (als Alexandra Ionescu Tulcea, mit C. Ionescu-Tulcea). Springer-Verlag, Ergebnisse der Mathematik, Band 48, 1969.